# AutoLatina
 (mai 2022).
 (mai 2022).
La mise en forme du texte ne suit pas les recommandations de Wikipédia : il faut le « wikifier ».
Les points d'amélioration suivants sont les cas les plus fréquents. Le détail des points à revoir est peut-être précisé sur la page de discussion.
- Les titres sont pré-formatés par le logiciel. Ils ne sont ni en capitales, ni en gras.
- Le texte ne doit pas être écrit en capitales (les noms de famille non plus), ni en gras, ni en italique, ni en « petit »…
- Le gras n'est utilisé que pour surligner le titre de l'article dans l'introduction, une seule fois.
- L'italique est rarement utilisé : mots en langue étrangère, titres d'œuvres, noms de bateaux, etc.
- Les citations ne sont pas en italique mais en corps de texte normal. Elles sont entourées par des guillemets français : « et ».
- Les listes à puces sont à éviter, des paragraphes rédigés étant largement préférés. Les tableaux sont à réserver à la présentation de données structurées (résultats, etc.).
- Les appels de note de bas de page (petits chiffres en exposant, introduits par l'outil «  Source ») sont à placer entre la fin de phrase et le point final[comme ça].
- Les liens internes (vers d'autres articles de Wikipédia) sont à choisir avec parcimonie. Créez des liens vers des articles approfondissant le sujet. Les termes génériques sans rapport avec le sujet sont à éviter, ainsi que les répétitions de liens vers un même terme.
- Les liens externes sont à placer uniquement dans une section « Liens externes », à la fin de l'article. Ces liens sont à choisir avec parcimonie suivant les règles définies. Si un lien sert de source à l'article, son insertion dans le texte est à faire par les notes de bas de page.
- La présentation des références doit suivre les conventions bibliographiques. Il est recommandé d'utiliser les modèles {{Ouvrage}}, {{Chapitre}}, {{Article}}, {{Lien web}} et/ou {{Bibliographie}}. Le mode d'édition visuel peut mettre en forme automatiquement les références.
- Insérer une infobox (cadre d'informations à droite) n'est pas obligatoire pour parachever la mise en page.

Pour une aide détaillée, merci de consulter Aide:Wikification.
Si vous pensez que ces points ont été résolus, vous pouvez retirer ce bandeau et améliorer la mise en forme d'un autre article.
AutoLatina était une coentreprise formée entre les filiales Volkswagen Argentina & Brasil et Ford Argentina & Brasil sur les marchés brésilien et argentin entre 1987 et 1996.

## Histoire
En 1987, Volkswagen et Ford ont annoncé un accord pour créer un géant théoriquement imbattable sur les marchés du Mercosur, AutoLatina, qui devait fusionner en une seule entité les usines et services des deux sociétés. Le but final était de partager les coûts de fabrication en créant des modèles avec des bases communes afin de tirer parti des atouts de chacun. Une seconde expérience entre ces deux groupes a été tentée au Portugal en juillet 1991 avec AutoEuropa, société qui ne sera opérationnelle qu'en 1995 et reprise entièrement par Volkswagen en 1999. AutoLatina a été créée sur l'exemple de SEVEL Argentina qui, en 1980, avait vu la fusion de  S.A.FR.AR - Sociedad de Automoviles Franco ARgentinos, (représentant officiel de Peugeot) dans Fiat Concord, la filiale argentine du géant italien, pour former SEVEL Argentina qui agissait en holding financière, chaque constructeur assurant la commercialisation de ses modèles dans son propre réseau, seul l'outil de production était commun.
À l'origine, les processus juridiques et économiques de création d'AutoLatina devaient être achevés en 1987, mais le projet a été retardé jusqu'en 1990. Volkswagen détenait 51 % des actions et Ford 49 %.
L'entreprise reposait sur les points suivants :
- AutoLatina était une société holding dans laquelle chacun conserverait son identité de marque,
- Les concessionnaires de chaque marque continueraient à vendre et à entretenir leurs propres produits,
- Il ne s'agissait pas d'une fusion des filiales argentines et brésiliennes des deux constructeurs, mais d'un accord opérationnel destiné à apporter des avantages aux deux parties et à leurs clients.

## Le marché automobile argentin et brésilien dans les années 1980
La stratégie de coopération entre les deux constructeurs était liée aux moments difficiles que traversait l'industrie automobile en Argentine et au Brésil dans la seconde moitié des années 80, avec la contraction des marchés intérieurs et la faible part d'exportation des constructeurs dans le Mercosur. La stratégie visait également à garantir la permanence des deux constructeurs sur le marché intérieur, en augmentant leurs marges. Ford et Volkswagen subissaient tous deux une forte baisse des ventes depuis le début des années 1980. Avant la création d'AutoLatina, Volkswagen contrôlait 41,25 % du marché automobile brésilien et Ford 19,52 %. En 1994, Volkswagen était tombé à 30,70 % et Ford à 10,40 %.
En théorie, la fusion apparaissait comme la porte de sortie idéale pour les deux constructeurs dans un monde de plus en plus globalisé. Cependant, la mise en place concrète d'AutoLatina a rencontré de sérieuses difficultés au cours de ses sept années d'existence. Le premier et principal problème à affronter était le manque d'investissements. Compte tenu de la concurrence entre Ford et Volkswagen, au niveau mondial, il y avait une forte réticence à échanger sur les sujets techniques et encore plus sur les nouveaux projets. Il y eut très vite des tensions entre AutoLatina et les gouvernements brésiliens successifs qui ont, à plusieurs reprises, gelé les prix et n'ont pas lutté contre la forte inflation qui a dévasté le pays. De plus, la planification des nouveaux modèles, dans les deux entreprises, s'est déroulée comme si AutoLatina n'existait pas.
Un autre problème est survenu avec les concessionnaires, car il n'y avait pas d'interrelation processus/produit/marché. Les ventes étaient faites séparément par les constructeurs qui, malgré la fusion, continuaient à se disputer le lancement de nouvelles voitures sur le marché, chacun sous sa propre marque.

## Modèles AutoLatina
Dans le cadre d'AutoLatina, peu de modèles ont été créés sous les deux marques (badge engineering) : Volkswagen a produit la Santana sous le nom de Ford Versailles et Ford Galaxy (en Argentine), la variante break Quantum sous le nom de Ford Royale. Ford a construit les Volkswagen Logus et Pointer basées sur la Ford Escort.
Volkswagen do Brasil, qui avait racheté la filiale brésilienne du groupe américain en 1980, Chrysler do Brasil, continuait à produire l'antique Dodge 1500, dérivée de l'Hillman Avenger, sous le nom de Volkswagen 1500 ; les autres modèles étaient la Volkswagen Gol, la Ford Verona et la Volkswagen Apollo. 
Dès le début des années 1990, les deux parties s'interrogeaient sur les avantages qu'ils retiraient de leur coentreprise. Volkswagen était très préoccupé par l'énorme succès de la Fiat Uno Mille et voulait proposer rapidement un modèle concurrent dans ce segment des sous-compactes alors que Ford préférait poursuivre ses propres plans, comme l'a montré le lancement très tardif de la Ka en 1996.
Les ingénieurs de Volkswagen voulaient renouveler la Gol, mais Ford n'a pas voulu engager les investissements nécessaires car il avait ses propres contraintes avec la gamme Escort. De plus, Volkswagen était conscient que s'il arrivait à gagner des parts de marché ce serait au détriment de Ford et inversement. Mais globalement, les deux marques perdaient toujours plus face à la concurrence de Fiat notamment, et allaient perdre encore plus avec l'ouverture annoncée du marché brésilien et l'arrivée d'autres concurrents étrangers.

## Modèles produits par AutoLatina

### Automobiles

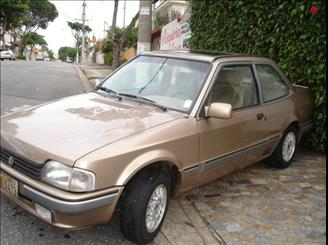
Volkswagen Apollo

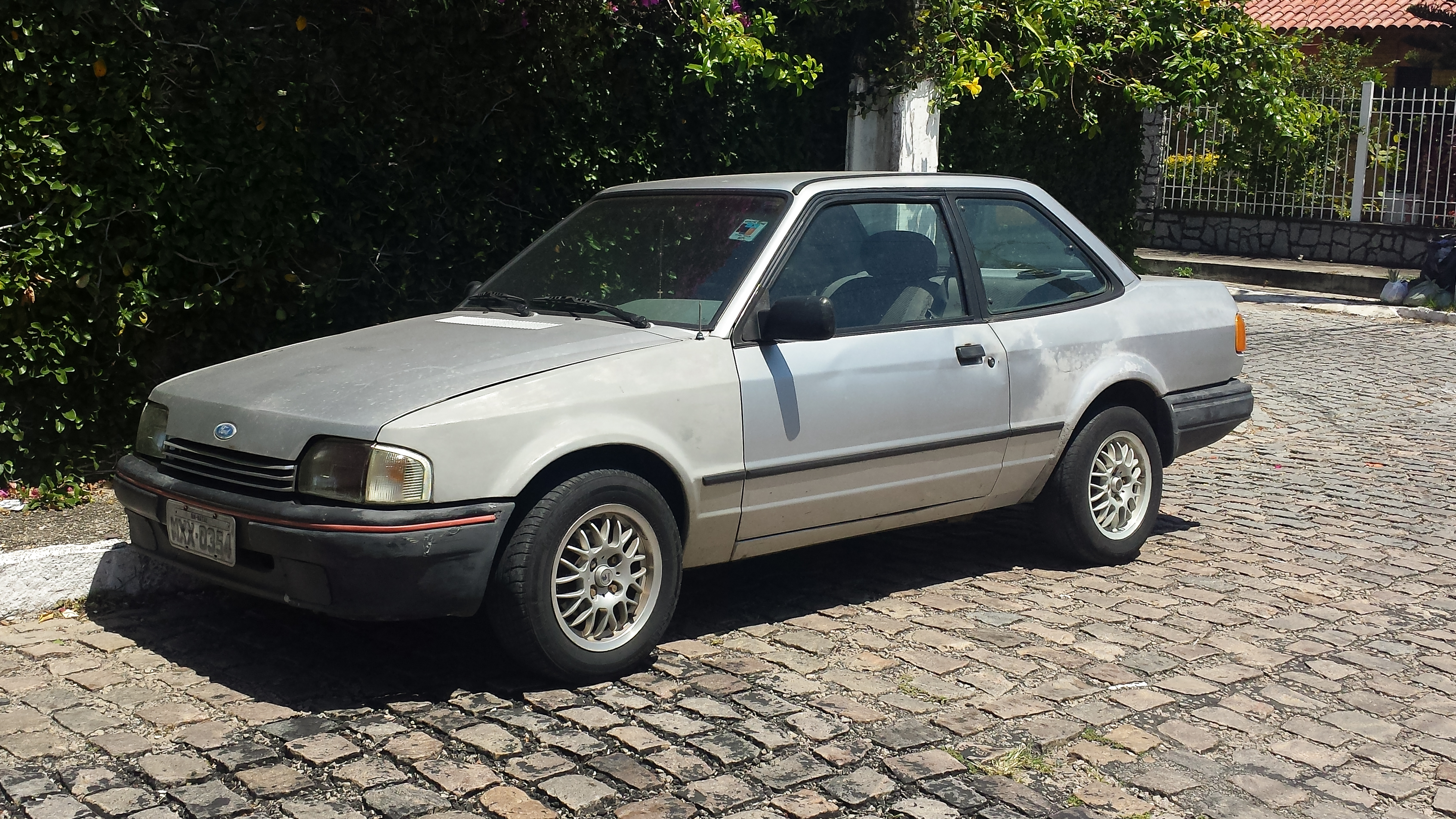
Ford Verona

Avec Autolatina, les deux sociétés ont commencé à créer des opérations communes à différents niveaux, y compris des produits partagés : Volkswagen a produit la Ford Versailles et la Ford Versailles Royale, dérivés des Volkswagen Santana et Santana Quantum et Ford a produit les Volkswagen Logus et Pointer, dérivés de la Ford Escort. D'autres voitures ont également marqué l'époque comme la Ford Verona et la Volkswagen Apollo. L'Apollo a été le plus gros échec du partenariat, la voiture que Volkswagen a produit pendant la période la plus courte de toute l'histoire de la marque, moins de 20 mois !
Liste des modèles AutoLatina fabriqués selon le pays d'origine :
- : modèle produit et vendu en Argentine,
- : modèle produit et vendu au Brésil,
- : modèle produit en Argentine et au Brésil.

Ford
- Ford Escort  (1987-1994)
- Ford Falcon  (1987-1991)
- Ford Pampa  (1987-1994)
- Ford Ranchero  (1987-1991)
- Ford Del Rey  (1987-1991)
- Ford Sierra  (1987-1993)
- Ford Verona  (1989-1994)
- Ford Orion  (1994-1995)
- Ford Galaxy/Royale/Versailles  (1992-1994)
- Ford Belina  (1987-1991)

Volkswagen
- Volkswagen 1500 (ex Dodge 1500)  (1987-1990)
- Volkswagen Gacel/Senda/Voyage  (1987-1994)
- Volkswagen Gol  (1987-1994)
- Volkswagen Parati  (1987-1994)
- Volkswagen Saveiro  (1987-1994)
- Volkswagen Apollo  (1990-1992)
- Volkswagen Santana  (1987-1995)
- Volkswagen Carat  (1987-1991)
- Volkswagen Quantum  (1987-1994)
- Volkswagen Logus  (1993-1994)
- Volkswagen Pointer  (1994-1995)
- Volkswagen Kombi  (1987-1994)

### Division poids lourds
Les véhicules utilitaires Volkswagen Caminhões et Ônibus et les camions Ford ont été construits côte à côte dans l'usine d'Ipiranga, à la fois des pièces et des plates-formes partagées. Ford a continué à fabriquer des camions pour Volkswagen pendant un certain temps après la rupture, bien qu'ils aient continué à développer leur propre capacité de fabrication de camions
La division camions a également commercialisé ses modèles de camions à travers le groupe Paccar aux États-Unis, où ils ont été vendus sous les marques Kenworth et Peterbilt.

### Châssis pour Autobus
La division autobus a continué la fabrication de châssis avec moteur à l'avant :
- Ford B1618 (1993-97)
- Ford B1621 (1997-98)
- Volkswagen 16-180 CO (1993-98)
- Volkswagen 16-210 CO (1998-2001)

## La fin d'AutoLatina
La décision de dissoudre AutoLatina pour que chaque société reprenne son indépendance, a été prise en fin d'année 1994, lorsque la situation économique des pays d'Amérique du Sud s'est lentement améliorée. Cette décision a pris effet le 1er janvier 1996. La séparation a été plus amicale qu'il n'y paraît au premier abord : c'était une question de philosophie et de stratégie d'entreprise, avec peu de traces de ressentiments et de rancœurs après huit années de coopération. Les salariés ont même pu choisir l'entreprise pour laquelle ils voulaient poursuivre leur carrière, chez Ford ou Volkswagen, quelle que soit leur entreprise d'origine. Plusieurs anciens salariés de Ford sont restés chez Volkswagen et inversement.
Parmi les problèmes à résoudre figuraient le devenir des modèles qui utilisaient des composants des deux sociétés, comme des versions de la Ford Escort équipées d'un moteur Volkswagen, et ceux pour lesquels une seule usine produisait pour l'autre comme la Volkswagen Logus produite par Ford avec un moteur Volkswagen. Pour résoudre ce dilemme, l'accord a prévu le statu quo pendant un an. Après cette période, chaque entreprise pourrait utiliser ses usines pour ses seuls modèles tout en assurant la fourniture des pièces de rechange pendant la durée légale.
Chaque entreprise a repris possession des usines et biens immobiliers qu'elle possédait avant la fusion. Ford conserve l'usine de camions d'Ipiranga et l'usine de Taboão, à São Bernardo do Campo, où sont produits les modèles Escort, Logus et Pointer. Volkswagen conserve les usines d'Anchieta et de Taubaté. Ford continuera à fabriquer des camions Volkswagen à Ipiranga et à vendre ces véhicules à son concurrent, il en est de même pour les Logus et Pointer, assemblés dans l'usine Ford.

### Entreprises similaires
- AutoEuropa
- Sevel Argentina
- SEVEL Sud
- SEVEL Nord